# Campeonato Femenino de la CAF 2014
El Campeonato Femenino Africano de Fútbol de 2014 fue la 9.ª edición, (11.ª edición si se incluyen los torneos sin anfitriones),  se realizó en Namibia. El torneo sirve como clasificación para la Copa Mundial Femenina de la FIFA Canadá 2015. Las tres selecciones finalistas calificaran a la Copa Mundial. Por primera vez el campeón defensor, Guinea Ecuatorial, no forma parte del torneo clasificatorio.

## Sede
A Namibia se le otorgaron los derechos de organización en octubre de 2011. Es la primera vez que Namibia aparecerá en el torneo final. 
Ha habido una cierta crítica a la lenta preparación y realización de campañas para el evento. La Liga Femenina Nacional será suspendida este año porque todo el dinero se utilizará para albergar el evento continental.

## Sedes
Los partidos del torneo final tuvieron lugar en dos estadios ubicados en Windhoek.

| Windhoek                    | Windhoek           |
| --------------------------- | ------------------ |
| Estadio de la Independencia | Estadio Sam Nujoma |
| Capacidad: 25.000           | Capacidad: 10.300  |

## Participantes
Un récord de 25 equipos participaron en la clasificación para el Campeonato Femenino de la CAF 2014.  Los tres mejores equipos del torneo de 2012, Camerún, Guinea Ecuatorial y Sudáfrica recibieron un pase directo a la segunda ronda. La ronda preliminar se celebró los días 13 y 15 de febrero (ida) y 28 de febrero y el 2 de marzo de 2014 (vuelta), mientras que la última ronda de clasificación se llevó a cabo el 23 y 25 de mayo (ida) y 6 y 8 de junio (vuelta).
| Argelia         | Namibia   |
| Camerún         | Nigeria   |
| Costa de Marfil | Sudáfrica |
| Ghana           | Zambia    |

## Árbitras
12 árbitras y 15 árbitras asistentes fueron designadas el 5 de octubre de 2014.
| País            | Árbitras          |
| --------------- | ----------------- |
| Angola          | Maximina Bernado  |
| Camerún         | Therese Raissa    |
| Etiopía         | Tafesa Ledia      |
| Ghana           | Christine Ziga    |
| Costa de Marfil | Aya Ahoua         |
| Kenia           | Damaris Kimani    |
| Malí            | Kankou Coulibaly  |
| Marruecos       | Incaf El Harkaoui |
| Senegal         | Fadouma Dia       |
| Túnez           | Abdeljaoued Lilia |
| Uganda          | Nabikko Ssemambo  |
| Zambia          | Gladys Lengwe     |

## Primera Fase
El sorteo se celebró el 19 de julio de 2014 a las 19:00 hora local en Windhoek, Namibia.

### Grupo A
| Equipo          | Pts | PJ | PG | PE | PP | GF | GC | DG |
| --------------- | --- | -- | -- | -- | -- | -- | -- | -- |
| Nigeria         | 9   | 3  | 3  | 0  | 0  | 12 | 2  | 10 |
| Costa de Marfil | 4   | 3  | 1  | 1  | 1  | 6  | 6  | 0  |
| Namibia         | 3   | 3  | 1  | 0  | 2  | 3  | 5  | -2 |
| Zambia          | 1   | 3  | 0  | 1  | 2  | 1  | 9  | -8 |

| 11 de octubre de 2014 | Namibia                 | 2:0 (2:0) | Zambia | Estadio Sam Nujoma, Windhoek |                            |
|                       | Williams 5' · Adams 22' | Reporte   |        | Árbitro(s): Therese Raissa   | Árbitro(s): Therese Raissa |

| 11 de octubre de 2014 | Nigeria                                              | 4:2 (1:1) | Costa de Marfil                       | Estadio Sam Nujoma, Windhoek   |                                |
|                       | Sunday 11' · Diakité 54' (a.g.) · Oparanozie 74' 87' | Reporte   | F. Coulibaly 20' (pen.) · Lohoues 75' | Árbitro(s): Marximina Bernardo | Árbitro(s): Marximina Bernardo |

| 14 de octubre de 2014 | Zambia | 0:6 (0:3) | Nigeria                                                                      | Estadio Sam Nujoma, Windhoek  |                               |
|                       |        | Reporte   | 2' Okobi · 6' Ohale · 25' (pen.), 81' Oparanoize · 65' Oshoala · 84' Nkwocha | Árbitro(s): Incaf El Harkaoui | Árbitro(s): Incaf El Harkaoui |

| 14 de octubre de 2014 | Costa de Marfil           | 3:1 (1:1) | Namibia     | Estadio Sam Nujoma, Windhoek |                            |
|                       | Nahi 13' · Nrehy 84', 89' | Reporte   | 20' Coleman | Árbitro(s): Damaris Kimani   | Árbitro(s): Damaris Kimani |

| 17 de octubre de 2014 | Namibia | 0:2 (0:2) | Nigeria                  | Estadio Sam Nujoma, Windhoek  |                               |
|                       |         | Reporte   | 36' Ofoegbu · 38' Ordega | Árbitro(s): Lilia Abdeljaoued | Árbitro(s): Lilia Abdeljaoued |

| 17 de octubre de 2014 | Zambia    | 1:1 (0:1) | Costa de Marfil | Estadio de la Independencia, Windhoek |                                |
|                       | Banda 58' | Reporte   | 3' Nahi         | Árbitro(s): Bolokanang Lekgowe        | Árbitro(s): Bolokanang Lekgowe |

### Grupo B
| Equipo    | Pts | PJ | PG | PE | PP | GF | GC | DG |
| --------- | --- | -- | -- | -- | -- | -- | -- | -- |
| Camerún   | 6   | 3  | 2  | 0  | 1  | 3  | 1  | 2  |
| Sudáfrica | 4   | 3  | 1  | 1  | 1  | 6  | 3  | 3  |
| Ghana     | 4   | 3  | 1  | 1  | 1  | 2  | 2  | 0  |
| Argelia   | 3   | 3  | 1  | 0  | 2  | 2  | 7  | -5 |

| 12 de octubre de 2014 | Sudáfrica | 0:1 (0:0) | Camerún     | Estadio de la Independencia, Windhoek |                           |
|                       |           | Reporte   | 87' Feudjio | Árbitro(s): Gladys Lengwe             | Árbitro(s): Gladys Lengwe |

| 12 de octubre de 2014 | Argelia   | 1:0 (0:0) | Ghana | Estadio de la Independencia, Windhoek |                       |
|                       | 87' Affak | Reporte   |       | Árbitro(s): Aya Ahoua                 | Árbitro(s): Aya Ahoua |

| 15 de octubre de 2014 | Camerún                    | 2:0 (1:0) | Argelia | Estadio de la Independencia, Windhoek |                              |
|                       | Enganamouit 16' 61' (pen.) | Reporte   |         | Árbitro(s): Kankou Coulibaly          | Árbitro(s): Kankou Coulibaly |

| 15 de octubre de 2014 | Ghana      | 1:1 (1:1) | Sudáfrica     | Estadio de la Independencia, Windhoek |                          |
|                       | Cudjoe 45' | Reporte   | 19' Nongwanya | Árbitro(s): Tafesa Ledia              | Árbitro(s): Tafesa Ledia |

| 18 de octubre de 2014 | Sudáfrica                                                | 5:1 (2:0) | Argelia   | Estadio de la Independencia, Windhoek |                              |
|                       | Dlamini 36' · Modise 41' 87' · Mollo 70' · Makhabane 82' | Reporte   | Affak 90' | Árbitro(s): Nabikko Ssemambo          | Árbitro(s): Nabikko Ssemambo |

| 18 de octubre de 2014 | Camerún | 0:1 (0:0) | Ghana      | Estadio Sam Nujoma, Windhoek     |                                  |
|                       |         | Reporte   | Cudjoe 53' | Árbitro(s): Aissata Ameyo Amegee | Árbitro(s): Aissata Ameyo Amegee |

## Segunda Fase
|  | Semifinales                      | Semifinales                      |   |                                  | Final                            | Final                 |  |
|  | 22 de octubre de 2014            | 22 de octubre de 2014            |   |                                  | 25 de octubre de 2014            | 25 de octubre de 2014 |  |
|  |                                  |                                  |   |                                  |                                  |                       |  |
|  | 22 de octubre de 2014 - Windhoek |                                  |   |                                  |                                  |                       |  |
|  | Nigeria                          | 2                                |   |                                  |                                  |                       |  |
|  | Sudáfrica                        | 1                                |   |                                  |                                  |                       |  |
|  |                                  |                                  |   |                                  |                                  |                       |  |
|  |                                  |                                  |   |                                  | 25 de octubre de 2014 - Windhoek |                       |  |
|  |                                  |                                  |   |                                  | Nigeria                          | 2                     |  |
|  |                                  | Camerún                          | 0 |                                  |                                  |                       |  |
|  |                                  |                                  |   |                                  |                                  |                       |  |
|  |                                  |                                  |   |                                  |                                  |                       |  |
|  |                                  |                                  |   |                                  | Tercer lugar                     |                       |  |
|  | 22 de octubre de 2014 - Windhoek | 22 de octubre de 2014 - Windhoek |   | 25 de octubre de 2014 - Windhoek | 25 de octubre de 2014 - Windhoek |                       |  |
|  | Camerún (t.s.)                   | 2                                |   | Sudáfrica                        | 0                                |                       |  |
|  | Costa de Marfil                  | 1                                |   |                                  | Costa de Marfil                  | 1                     |  |

### Semifinales
| 22 de octubre de 2014 | Nigeria          | 2:1 (2:0) | Sudáfrica | Estadio Sam Nujoma, Windhoek       |                                    |
|                       | Oshoala 38', 45' | Reporte   | 68' Jane  | Árbitro(s): Damaris Wangari Kimani | Árbitro(s): Damaris Wangari Kimani |

| 22 de octubre de 2014 | Camerún                      | 2:1 (1:1, 0:0) (t. s.) | Costa de Marfil | Estadio Sam Nujoma, Windhoek |                           |
|                       | Enganamouit 60' · Manie 118' | Reporte                | 65' Nrehy       | Árbitro(s): Lidya Tafesse    | Árbitro(s): Lidya Tafesse |

### Tercer puesto
| 25 de octubre de 2014 | Sudáfrica | 0:1 (0:0) | Costa de Marfil | Estadio Sam Nujoma, Windhoek  |                               |
|                       |           | Reporte   | 84' Guehai      | Árbitro(s): Lilia Abdejaloued | Árbitro(s): Lilia Abdejaloued |

### Final
| 25 de octubre de 2014 | Nigeria                      | 2:0 (2:0) | Camerún | Estadio Sam Nujoma, Windhoek |                           |
|                       | Oparanozie 12' · Oshoala 43' | Reporte   |         | Árbitro(s): Gladys Lengwe    | Árbitro(s): Gladys Lengwe |

| Nigeria   |
| Nigeria   |
| 9° título |

## Clasificados alMundial de Canadá 2015
| Bandera de Camerún | Bandera de Costa de Marfil | Bandera de Nigeria |
| Camerún            | Costa de Marfil            | Nigeria            |